# ケミカルレース
ケミカルレース(chemical lace) とは、化学処理によって作られるレースのことである。刺繍によって模様を作るエンブロイダリーレースの一種だが、基布が見えず刺繍糸だけで模様が構成されているという特徴がある。
昔は、綿布に刺繍を施し化学処理で綿布を溶かして作っていたことから「ケミカル (化学的) 」と名前がついた。今では、お湯で溶ける水溶性の糸で織られた生地に刺繍を施し、生地を溶かして作られる機械レースである。
ケミカルレースは、他のレースと違い1つずつカットできるところから、小物や洋服の衿などに、ワンポイント的に使ったり、カットして縁飾りなどに用いたりする。
ウエディングドレスやインテリア、ロリータ・ファッションなどによく使われる。